# Insula Cat
Cat (în engleză Cat Island în traducere Insula Pisicii) este o componentă estică a arhipelagului Bahamas. Este situată în Marea Caraibilor și ocupă o suprafață de 386,5 km2. Punctul cel mai înalt (Muntele Alvernia) atinge 63 m, iar lungimea țărmurilor măsoară 119,7 km. La recensământul din 2000 avea o populație de 1.678 locuitori, concentrată în Arthur's Town, Orange Creek și Port Howe, principalele așezări.  Din punct de vedere administrativ Insula Cat reprezintă un district al statului Bahamas. Economia se bazează pe agricultură.